# Рудбекия трёхлопастная
Рудбекия (рудбеккия) трёхлопастная (лат. Rudbeckia triloba, также известна как Эхинацея трёхлопастная, Кареглазая Сьюзен или Кареглазка)  — вид цветковых растений из семейства Сложноцветных с многочисленными жёлтыми соцветиями, похожими на ромашку. Родина — восточные и центральные штаты США. Это растение часто встречается на старых полях или вдоль дорог. Культивируется также как декоративное растение.

## Морфологическая характеристика
Многолетник, до 150 см, корневищный. Стебли от почти голых до ворсистых (волоски 1–2 мм). Листья: лопасти от яйцевидных до подсердных или эллиптических (не лопастные), края пильчатые, верхушки от острых до заостренных, грани от ворсистых до полосатых; базальные черешковые, 10–30 × 2–8 см, основания срезаны или округлы до сердцевидных; стеблевые черешковые или сидячие, от яйцевидных до эллиптических, проксимальные, как правило, 3-5-лопастные, 2-20 × 1,5-8см. Одно или два соцветия размером 1–4 см. Филларий до 1,5 см (поверхности умеренно ворсистые). Лучковые цветочки в количестве 8–15; пластинки (венчики от жёлтых до жёлто-оранжевых с базальными темно-бордовыми вкраплениями) от линейных до возвратно-ланцетных, 8–30 × 3–8 мм. Диски 8–15 × 10–20 мм. Дисковые цветки 150-300+; венчики у основания жёлто-зелёные, в остальной части буро-пурпурные, 3–4 мм. Ципсели 1,9–2,8 мм; паппусы до 0,2 мм.

## Среда распространения
Среда распространения — пахотные земли, опушки, скалистые склоны, заросли кустарников, а также вдоль обочин автомобильных дорог и железнодорожных насыпей.

## Использование

##### Культивирование
R. triloba широко культивируется в садах и рудбекию легко выращивать, если ей обеспечен солнечный свет и влажная почва. С растения следует обрывать расцвётшие соцветия, чтобы стимулировать дополнительное цветение или чтобы предотвратить нежелательный самосев, или и для того, и для другого.
После того, как растение начали культивировать в Великобритании, рудбекия трёхлопастная получила награду Королевского садоводческого общества «Award of Garden Merit» (Награда за выдающиеся садовые качества).